# Parafília
|  | Per a altres significats, vegeu «Parafiletisme». |

Una parafília, que també ha estat anomenada desviació sexual i perversió sexual, per a una persona o grup, és el conjunt subjectiu de gustos i pràctiques sexuals que difereixen de les que aquesta persona o grup considera tradicionalment "normals". El sexòleg John Money va popularitzat aquesta designació per a descriure un embelliment o "decoració o alternativa sexoeròtica a la norma ideològica oficial" que inclouria qualsevol interès sexual "inhabitual". (vegeu afinitat sexoafectiva per a una visió sobre les diferents afinitats i gustos sexuals, sense prejudicis que les separin en normals o no).
El concepte de parafília respon a una ideologia i cultura occidental, especialment estatunidenca, d'alguns corrents psicològics i psiquiàtrics heteropatriarcals al segle xix i part del xx. La mateixa paraula no es va crear fins 1903 i més tard va ser usada per a substituir a perversió, considerada pejorativa. Des del segle xx i al segle xxi però, existeixen controvèrsies tant científiques com polítiques respecte al fet d'incloure pràctiques sexuals a diagnòstics mèdics en general i en particular a considerar algunes d'elles parafílies tipificades com a malalties mentals, entre altres motius per l'estigma social que produeix.
Avui existeixen grups de pressió que proposen canviar els estatus mèdic i legal d'"inusual" referit a pràctiques sexuals, amb l'objectiu d'acceptar i entendre la diversitat, el dret al propi cos i la llibertat sexual. Activistes com Charles Allen Moser han argumentat que aquests diagnòstics han de ser eliminats dels manuals. (vegeu drets sexuals)
Totes les persones poden tenir un component d'interès, de fantasies o d'activitat parafíliques com a part de la seva sexualitat, sense que això suposi cap problema personal ni social. En algunes persones, una parafília determinada pot ser l'únic que desperta el seu interès sexual.

## Etimologia
La invenció del mot "parafília" està acreditada a Friedrich Salomon Krauss en 1903, després que, a les darreries del segle xix, psicòlegs i psiquiatres estiguessin interessats en construir-se el seu propi sistema descriptiu de sodomia i perversió. La masturbació i les preferències no heterosexuals eren considerades perversions. Sigmund Freud i els seus deixebles tenien la teoria de que les parafílies, també mencionades com "desviacions" o "perversions", eren trastorns psicosexuals provocats pel complex d'Èdip.
L'Associació Americana de Psiquiatria va mantenir l'homosexualitat, per exemple, al seu manual DSM fins a l'any 1974, aleshores categoritzada com a "desviació sexual". No va ser fins 1980 quan es va substituir "desviació sexual" per l'eufemisme "parafília", que va considerar menys pejoratiu. En 1981, un article a l'estatunidenc American Journal of Psychiatry considerava "parafília" a les fantasies o comportaments sexuals incloent objectes no humans (joguines sexuals, roba interior, xocolata, etc.), humiliacions (sadomasoquisme, etc.) o que impliqui infants i en general persones sense el seu consentiment explícit.
El mot està format per les arrels gregues παρά, pará: "al marge de", i φιλία, filía: "amor". Significaria doncs "amor al marge", excèntric, en el sentit d'estar fora del centre normal (vegeu campana de Gauss), és a dir, menys habitual que la mitjana. Òbviament, la suposada normalitat o anormalitat és cultural, personal i subjectiva, més encara en gustos i pràctiques que tradicionalment es solen mantenir a l'esfera privada i íntima.
Avui no existeix cap consens entre el que es pot considerar "normal" i menys normal o parafílic, ni entre interessos sexuals inusuals i parafílics.

## Alguns enfocs psiquiàtrics
Avui en dia no considera parafílies la masturbació, l'homosexualitat ni la transexualitat, si bé aquesta última en algunes publicacions encara apareix com a parafília.
Hi ha classificats tres graus quant a la profunditat de la parafília, segons l'Associació Mundial de Psiquiatria: mínim, accentuat i depenent. Si una parafília dona malestar a la persona que la presenta o bé en cas que provoqui problemàtica social o legal, pot ser objecte de tractament psicològic o psiquiàtric.
Segons alguna literatura psiquiàtrica, en la mesura que una determinada parafília es fa més dominant o exclusiva, sobretot si afecta la llibertat o els drets sexuals d'altres persones o si provoca problemes socials al seu entorn, es pot començar a considerar-les problemàtiques.
Altres enfocs separen i consideren directament com a problemes, si apareixen i en qualsevol circumstància, parafílica o no, l'atac a la llibertat d'un altre (assetjament sexual, violació, etc.) o cadascun dels eventuals problemes socials que pugui tenir una persona (manca de respecte, manca d'autocontrol, sentiment de superioritat, no saber distingir el consentiment o no d'una altra persona, etc.).

## Crítiques i altres judicis de valor
Les parafílies actualment al món occidental solen ser considerades desviacions sexuals o perversions sexuals quan són portades a l'extrem. Tot i que encara es poden tractar d'aquesta manera en algunes publicacions on es fan judicis morals. Habitualment, però, en aquesta mena de publicacions han d'aclarir després que un cert grau de parafília és completament normal.
Alguns consideren que les parafílies poden formar part de la sexualitat normal de les persones però pot esdevenir patològica quan esdevé l'única font de plaer sexual.

## Llista de parafílies
Categoria principal: Parafílies
Acrotomofíliaparafília en la qual l'excitació sexual es produeix per la presència d'amputació en algun membre de la parella.
AgalmatofíliaParafília en què el desig sexual sorgeix en observar una estàtua que representi una figura humana nua.
CleptolàgniaParafília en què l'excitació sexual s'obté per l'acte de robar.
ClismafíliaParafília en què l'excitació sexual s'obté a través de l'aplicació d'un ènema o de supositoris via rectal. Hi ha qui la considera una forma de coprofília.
CoprofíliaParafília en què l'excitació sexual s'obté en veure, olorar, manipular, ingerir (coprofàgia) o untar-se amb excrements.
EfebofíliaParafília en què l'excitació sexual s'obté quan la parella està a punt d'entrar o a l'inici de la pubertat.
EmetofíliaParafília en què l'excitació sexual s'obté a través de l'observació o de la provocació del vòmit.
Escatologia telefònicaParafília en la qual l'excitació sexual s'obté a partir de trucades telefòniques de caràcter obscè. El missatge oral que es transmet pot consistir en gemecs, sons, paraules o frases de caràcter sexual. La persona receptora de la trucada pot ser consentidora o no consentidora d'aquests missatges. En cas que sigui consentidora pot estar d'acord prèviament a rebre o intercanviar aquesta mena de trucades i de gaudir-les conjuntament. Si no és consentidora pot ser que la sorpresa la porti a escoltar allò que no desitja, fet que provoca major satisfacció en qui l'ha trucada. Una nova mena d'escatologia telefònica és la que es dona a través d'internet, en xats de veu o de veu i imatge.
EstigmatofíliaParafília en què l'excitació sexual s'obté a través de cicatrius, perforacions o tatuatges en el cos.
ExhibicionismeParafília per la qual s'obté l'excitació sexual en saber que en qualsevol moment algú pot observar o sentir a la persona que carda. Pot estar pactat amb un voyeur o pot fer-ho en algun lloc públic, com una platja o uns lavabos d'un centre comercial, o privat, com la casa d'algú conegut, quan hi són, en un balcó o terrassa o el propi habitatge, deixant les persianes obertes i el llum encès.
Fetitxisme sexualEl fetitxisme aplicat al sexe (fetitxisme sexual) comprèn totes aquelles pràctiques que giren al voltant d'un objecte o element de l'entorn (fetitxe) que esdevé el centre de referència del que se'n deriva l'excitació sexual. El fetitxe sexual pot ser per tant des d'una part concreta del cos, passant per una sensació o qualitat de l'entorn (olor, lloc), fins a un objecte o element determinat (peça de roba, sabates, vibrador, pírcing, tatuatge, orins -urolàgnia-, etc.).
FormicofíliaParafília específica, que es pot incloure com una mena de zoofília en què l'excitació s'obté amb el contacte de zones sexuals o erògenes amb formigues o caragols.
FregarismeParafília en què l'excitació sexual es produeix en fregar els genitals amb altres persones, aprofitant espais amb molta densitat de persones.
GerontofíliaParafília en què l'excitació sexual s'obté a través de tenir relacions sexuals amb persones d'una edat similar als pares o avis.
HipoxifíliaParafília en què l'excitació sexual es produeix per la fantasia o la realitat de patir una estrangulació.
MaieusiofíliaParafília consistent en l'atracció sexual per les dones embarassades.
MisofíliaParafília en què l'excitació sexual s'obté olorant, mastegant o usant d'altra manera peces de roba, tampons o altres objectes bruts amb restes com suor, femta, orina, sang menstrual o d'altres.
MorfofíliaParafília en què una part del cos és la font d'excitació sexual, com pot ser una piga o el color dels cabells. És una forma de fetitxisme sexual.
NecrofíliaParafília que consisteix en l'atracció i l'excitació sexual cap als cadàvers. Es refereix també al manteniment de relacions sexuals efectuades amb cadàvers.
NosofíliaParafília per la qual l'excitació sexual s'obté per la visió de persones afectades per malalties terminals. Des de l'aparició de l'epidèmia de sida ha aparegut un fenomen conegut com a bareback o barebacking, que s'aplica al fet de tenir relacions coitals sense usar condó o preservatiu.
PedofíliaLa pedofília és una parafília en què l'estímul sexual prové de mantenir relacions sexuals amb nens (impúbers), així com de posseir per intercanviar o de l'intercanvi de materials audiovisuals en què apareguin menors abusats, nuesa amb caire d'exhibició pornogràfica o practicant sexe forçat. "Paidofília" és un terme que s'usa però que no està acceptat en català. La pederàstia es refereix sobretot a la relació d'homes adults amb joves menors d'edat i és delicte.
PictofíliaParafília en què l'excitació sexual s'obté a través de l'observació de fotografies, pel·lícules, dibuixos o vídeos pornogràfics.
SadomasoquismeEl sadomasoquisme engloba el sadisme i el masoquisme, cadascuna de les quals és una parafília complementària de l'altra. Formen part de les parafílies més freqüents.
SimforofíliaParafília en què l'estímul sexual es produeix en provocar i presenciar un accident.
SomnofíliaParafília en què l'excitació sexual s'obté en despertar a una persona desconeguda amb pràctiques sexuals com el sexe oral o les carícies eròtiques, sense violència.
TocaurismeParafília en què l'excitació sexual s'obté en tocar les natges, els pits o els genitals d'una persona desconeguda de forma sobtada.
Transvestofília o fetitxisme travestistaParafília en la qual la font d'excitació sexual s'obté per l'ús de peces de vestir considerades del sexe contrari, particularment roba interior. El travestisme o transvestisme no implica necessàriament transvestofília.
TroilismeParafília en què l'excitació sexual s'obté quan s'observa la parella de la persona tenint relacions sexuals amb una altra.
UrolàgniaLa urolàgnia, urofília o més rarament ondinisme és l'excitació sexual a través del contacte amb els orins o pixats d'una altra persona. Informalment se la coneix també com a pluja daurada.
VoyeurismeEl voyeurisme és una parafília en què l'excitació sexual es produeix en contemplar la nuesa o l'activitat sexual d'altres persones sense que se n'adonin.
Vampirisme clínic
ZoofíliaLa zoofília, animalisme o brutalisme és una parafília que consisteix a tenir relacions sexuals amb animals no humans.

## Pràctiques sexuals
Categoria principal: Pràctiques sexuals
Categoria que inclou un llistat no exhaustiu d'afinitats i pràctiques sexuals, sense que estiguin segregades en cap opinió binària, del tipus bona i no bona, correcta i incorrecta, normal i anormal.